# Estádio Governador Plácido Castelo
O Estádio Governador Plácido Castelo, também conhecido como Arena Castelão, ou simplesmente Castelão, é um estádio de futebol brasileiro localizado em Fortaleza, Ceará, inaugurado em 1973. Sua capacidade atual é de até 63.903 espectadores (de acordo com a Secretaria de Esporte do Estado do Ceará). Está entre os 100 maiores estádios do mundo, é o quarto maior do Brasil e o maior do Norte/Nordeste. É o primeiro estádio da América do Sul a obter a certificação ambiental Leed.
O estádio foi reformado em 2002, e totalmente remodelado em 2012, em decorrência da Copa do Mundo FIFA de 2014, evento do qual foi uma das sedes, recebendo seis jogos, entre eles um jogo das oitavas de final, um das quartas de final e dois jogos da Seleção Brasileira.
Já foi palco de grandes eventos esportivos e culturais, como jogos da Seleção Brasileira e a recepção ao Papa João Paulo II em 1980, em sua passagem pela capital do estado. Entre competições nacionais de futebol, foi sede das finais do Campeonato Brasileiro Série B de 2002, da Copa dos Campeões de 2002, da Copa do Brasil de 1994 e da Copa do Nordeste de 2014, 2015, 2019, 2022 e de 2023.
Em 2013, foi uma das sedes da Copa das Confederações; em 2014, recebeu jogos da Copa do Mundo e, em 2016, foi um dos centros de treinamento para os Olimpíadas de 2016 como parte integrante do Centro de Formação Olímpica do Nordeste, um dos maiores centros de formação esportiva de alto nível do país.

## História

### Construção
Aderaldo Castelo, antigo governador do estado do Ceará, foi o responsável por dar início à construção de um estádio olímpico em Fortaleza. Em 1968, foi criada a Federação de Assistência Desportiva do Estado do Ceará (FADEC), para coordenar os trabalhos. O governador Aderaldo Castelo queria que o estádio fosse erguido no bairro do Alagadiço, na zona oeste de Fortaleza.
Os altos custos para fazer as desapropriações inviabilizaram a ideia. Outras áreas da cidade foram estudadas nos bairros do Pici e do Itaperi. Finalmente, uma área de 25 hectares que pertencia à Santa Casa de Misericórdia de Fortaleza foi comprada por Cr$ 400.000,00 – quatrocentos mil cruzeiros – na época.

### Inauguração
O estádio foi inaugurado em 11 de novembro de 1973, pelo então Governador César Cals de Oliveira Filho. Um público calculado de 70.000 pessoas assistiu à partida inaugural entre Ceará e Fortaleza. O chamado Clássico-Rei terminou com o placar em 0 a 0.
À época de inauguração, o estádio possuía somente dois lances de arquibancada, sem os setores atrás dos gols, ainda a serem completados. O ex-governador Plácido Castelo e o Governador César Cals recepcionaram autoridades do mundo político e esportivo, destacando-se o presidente da extinta CBD, Sílvio Pacheco, além do craque Leônidas da Silva, o "Diamante Negro".

### Eventos marcantes

Mamonas Assassinas durante um show, no estádio.

Em 9 de julho de 1980, é aberto em Fortaleza o Congresso Eucarístico Nacional. O Papa João Paulo II participou das celebrações do Congresso e o Castelão recebeu o maior público de sua história: 120 mil pessoas. O evento contou também com a participação de Luiz Gonzaga, que homenageou o Sumo Pontífice com uma canção. Nesta ocasião, durante o governo de Virgílio Távora, o Castelão passou por reformas, e as arquibancadas do setor inferior foram então concluídas.
Outra celebração religiosa aconteceu em 13 de agosto de 1995. Nessa data, ocorreu a missa de despedida do então arcebispo de Fortaleza, Dom Aloísio Lorscheider, quando 50 mil pessoas se reuniram no estádio.
O grande estádio é, ainda, palco de diversos shows artísticos.
Um dos mais marcantes aconteceu em 10 de dezembro de 1996, quando Xuxa apresentou para um público infantil o álbum Tô de Bem com a Vida por quase duas horas. Em 22 de dezembro de 1995, o Estádio Castelão recebeu a banda Mamonas Assassinas, com todo o seu repertório irônico e cômico cantado para o público cearense. O sucesso da banda foi interrompido pouco mais de dois meses após a apresentação em Fortaleza, em um acidente aéreo. Em 9 de dezembro de 2007, Castelão foi palco do Campeonato Mundial de MotoCross Freestyle. Mais de 700 toneladas de areia e rampas metálicas, com quase 6 metros de comprimento e 2,7 metros de altura foram utilizadas no evento.
A Arena Castelão recebeu, ainda, em 9 de maio de 2013, um dos shows da turnê mundial Out There de Paul McCartney. Aproximadamente 50 mil pessoas assistiram o show.
No dia 6 de setembro de 2014 foi realizada a festa do Centenário das Assembleias de Deus no estado do Ceará. Foram mais de 60 mil pessoas prestigiando o evento que foi marcado por apresentações musicais, por pregações e por outras apresentações artísticas que mostrou a história da Assembleia de Deus no estado.
No dia 5 de dezembro de 2015 foi realizado a quarta edição do Villa Mix Festival sendo realizado no estacionamento da Arena.
No dia 16 de novembro de 2024 o Castelão foi palco do show dos irmãos Caetano Veloso e Maria Bethânia.

#### Reforma
O Castelão foi um dos estádios brasileiros eleitos para sediar os jogos da Copa de 2014, no Brasil. O projeto de reforma, de autoria do arquiteto e urbanista Héctor Vigliecca, fundador do escritório Vigliecca & Associados, transformou o estádio em uma arena multiúso, moderna e autossustentável.
Reforçando o conceito de arena – historicamente estádios em que o público fica próximo aos jogadores –, o campo foi rebaixado e a arquibancada inferior avançou 30m. A distância entre público e jogadores é atualmente de 10m.
A cobertura contempla toda a extensão das arquibancadas, proporcionando conforto térmico e ventilação adequados. De qualquer ponto do estádio, é possível ter a visão completa do campo. No projeto, optou-se por preservar 70% das arquibancadas superiores. Apenas o equivalente a 1/5 do estádio foi implodido. A operação recebeu o prêmio de precisão em engenharia World Demolition Awards. Todas as funções de alta complexidade foram concentradas nesse novo módulo, que corresponde às áreas que exigem maior tecnologia, como camarotes, salas de imprensa, salas VIP, vestiários, sala de controle, zona mista, lounges e restaurantes.
A nova arena foi reinaugurada em 16 de dezembro de 2012, contando, também, com cinemas e restaurantes.
O estádio foi fechado oficialmente no dia 31 de março de 2011 para a reforma visando a Copa do Mundo de 2014. O último jogo antes do fechamento foi válido pela Copa do Brasil de 2011, quando o Ceará levou 35 mil torcedores contra o Brasiliense. Em um levantamento feito pela revista Veja, o Castelão foi classificado como o "único estádio cujo ritmo da execução orçamentária está adequado".
No total, foram investidos R$ 518,6 milhões. A arena ganhou um estacionamento subterrâneo com 4.200 vagas e, no lugar dos estacionamentos externos, foi criada uma esplanada com 78.850 metros quadrados, que funciona como acesso do público ao estádio e área para instalações provisórias.
A capacidade do estádio foi ampliada de 60.326 para 63.903. Após a reforma, foi o primeiro estádio da América do Sul a obter a certificação ambiental Leed.
O valor inclui ainda a operação e a manutenção da Arena Castelão, por oito anos, pela empresa Arena Castelão Operadora de Estádio S/A que será responsável por cobrir todas as despesas com água, telefonia, esgoto e com pessoal de manutenção e conservação.
Em 22 de novembro de 2012, o consórcio responsável pelo estádio fechou uma parceria com a Oi, para fornecimento de serviços de TI e telecomunicações. A empresa é responsável pelo fornecimento, instalação, automação, manutenção, conservação, atualização, modernização e suporte à operação de circuito fechado de TV, sonorização, sinalização digital, controle de acesso, WLAN (redes locais cabeada e via wi-fi) e telefonia no estádio da Copa em Fortaleza.
Ao todo, foram instalados 350 telefones IP, 240 câmeras, 144 catracas, 2000 pontos de acesso à rede LAN, 161 leitoras de cartão e 560 alto-falantes, entre outros itens, previstos em contrato, do qual só finaliza em 2018.

#### Reinauguração

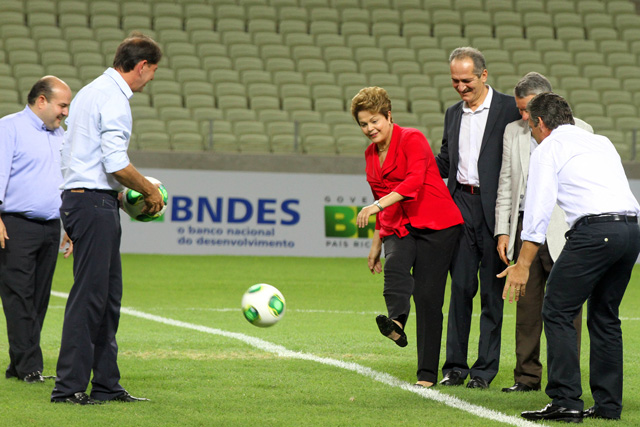
Esquerda para direita: Roberto Cláudio, Cid Gomes, Dilma Roussef, Aldo Rebelo e outros, na reinauguração do estádio.

Em 16 de dezembro de 2012, o estádio foi reinaugurado. A cerimonia contou com presença da presidente Dilma Rousseff, que chegou na capital cearense vindo de Moscou, e também contou com um show do cantor Fagner. Além da presidente e de Fagner, participaram da solenidade de entrega de obras o Ministro dos Esportes, Aldo Rebelo, o governador do Ceará, Cid Gomes, o prefeito eleito de Fortaleza, Roberto Cláudio, e o secretário da Copa no estado, Ferruccio Feitosa. Fagner iniciou sua apresentação logo após o discurso das autoridades.
A reinauguração foi marcada também por prejuízos, uma cadeira foi quebrada após torcedores "invadirem" a arquibancada superior do estádio, espaço onde não era permitida a entrada no dia da reinauguração. A cerimonia foi transmitida ao vivo pela NBR e TV Diário. Após cortar uma faixa verde a amarela, que simbolizou a entrega da arena, a presidente Dilma Rousseff afirmou que a obra orgulha a todos os brasileiros e mostra ao mundo a capacidade do País em realizar os grandes eventos esportivos dos próximos anos.
| “ | Recentemente estive em Londres, em um estádio, e quero dizer que o Castelão, em todos os sentidos, mostra que somos capazes de ganhar no campo e fora do campo. O Castelão mostra que o brasileiro é capaz de superar obstáculos e entregar uma obra desse tipo. | ” |

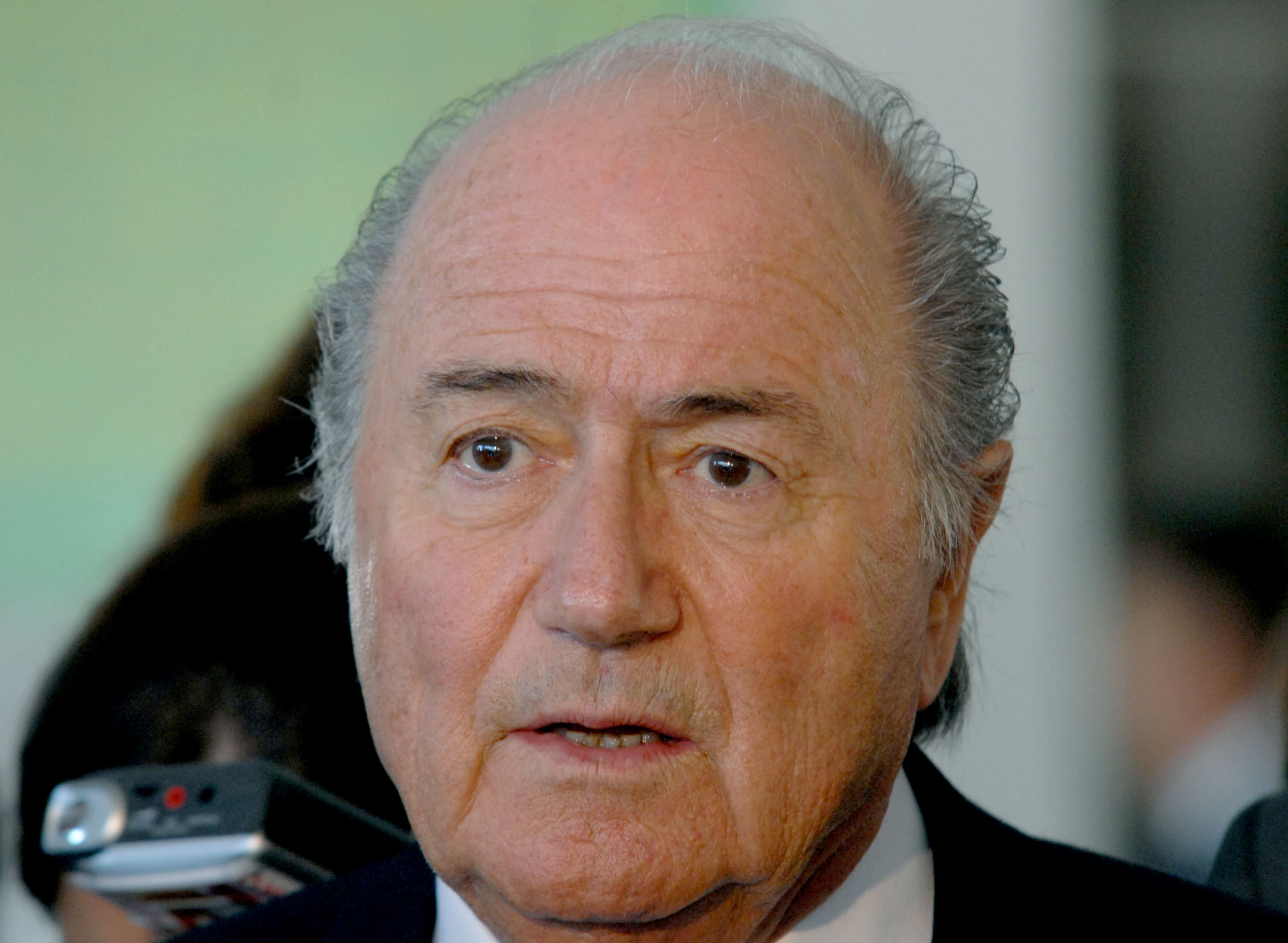
Joseph Blatter, logo depois, envia mensagem por vídeo parabenizando o governo cearense.

Cid Gomes, Governador do estado do Ceará, destacou que o estádio foi entregue sem aditivos financeiros e antes do prazo. Ele enumerou os jogos que o Castelão receberá durante a Copa das Confederações e a Copa do Mundo e agradeceu aos operários das obras. Já o Ministro do Esporte, Aldo Rebelo, ressaltou que, agora, iniciadas as entregas das obras, o povo brasileiro está mostrando a capacidade do país para receber os grandes eventos esportivos. “Ao entregar o primeiro estádio para a Copa do Mundo de 2014, a cidade de Fortaleza e o estado do Ceará dão um exemplo da capacidade do povo cearense e do povo brasileiro de acolher o maior evento esportivo do mundo. E de fazê-lo com competência, dentro dos prazos e como uma obra que reúne a beleza da sua arquitetura e a modernidade e a eficiência do seu empreendimento”.
O presidente da FIFA, Joseph Blatter, enviou uma mensagem por vídeo para o website YouTube, cumprimentando as autoridades brasileiras e o povo cearense pela entrega do Castelão. Segundo o dirigente, que estava no Japão para acompanhar a final do Mundial de Clubes, a data é especial por ser um marco alcançado na preparação do Brasil para a Copa das Confederações, em 2013, e para o Mundial de 2014. "A total renovação do Castelão representa um excelente exemplo da parceria entre governo federal, estados, municípios, Comitê Organizador Local e o povo brasileiro", afirmou no vídeo, transmitido no telão instalado na esplanada do estádio.

### Jogos pós-reforma
Após a reforma, que durou aproximadamente dois anos para ficar pronta para a Copa das Confederações e para a Copa do Mundo de 2014, o estádio veio a receber a primeira partida oficial apenas em 27 de janeiro, na abertura da Copa do Nordeste de 2013, numa partida dupla. A primeira iniciou às 17 horas, horário de Brasília, com Fortaleza enfrentando o Sport. O segundo jogo teve início às 19h30, com a disputa entre Ceará e Bahia.
Em 21 de março de 2013, horas antes da partida entre Ceará e Ferroviário, uma vidraça despencou, colocando em questão como ocorreu o acidente, pois os vidros que rodeiam a Arena Castelão são temperados, parafusados e colados, e, segundo o engenheiro, seria impossível o vidro despencar. Não houve mortes e nem feridos.

### Copa das Confederações Brasil
Na Copa das Confederações FIFA de 2013, a Arena Castelão abrigou três jogos da competição, entre eles uma vitória do Brasil sobre o México por 2 a 0, com gols de Neymar e Jô. O jogo contou com a arbitragem do inglês Howard Webb. Recebeu, ainda, o jogo Espanha e Nigéria, com a terceira vitória da Espanha na competição, sobre a Nigéria por 3 a 0, com dois gols de Jordi Alba e um de Fernando Torres. Nas semifinais, os então atuais campeões mundiais enfrentaram a Itália, jogo esse que foi decidido nos penaltis por 7 a 6 para a Seleção Espanhola.
| Data        | Horário (UTC−3) | Equipe #1 | Placar      | Equipe #2 | Fase       | Público |
| ----------- | --------------- | --------- | ----------- | --------- | ---------- | ------- |
| 19 de junho | 16:00           | Brasil    | 2–0         | México    | Grupo A    | 57 804  |
| 23 de junho | 16:00           | Nigéria   | 0–3         | Espanha   | Grupo B    | 51 263  |
| 27 de junho | 16:00           | Espanha   | 0(7) – 0(6) | Itália    | Semifinais | 56 083  |

### Copa do Mundo FIFA de 2014
A Arena Castelão recebeu seis jogos da Copa do Mundo FIFA de 2014, sendo quatro jogos da fase inicial e um das oitavas-de-final e um quartas-de-final.

#### Curiosidades sobre os jogos realizados na Arena Castelão
- Maxi Pereira foi o primeiro jogador expulso da Copa do Mundo de 2014 ao fazer falta dura em Campbell.[62]
- Começo da histórica campanha da Seleção Costarriquenha na Copa do Mundo de 2014, iniciando com uma surpreendente vitória sobre a Seleção Uruguaia.[63]
- O atacante alemão Miroslav Klose marca pela 15° vez em Copas do Mundo no confronto entre Alemanha x Gana e empata até então com o brasileiro Ronaldo Fenômeno como maior artilheiro de todas as Copas do Mundo.[64]
- Grécia se classifica pela primeira vez para as oitavas-de-final de uma Copa do Mundo ao vencer a Costa do Marfim com um gol de pênalti no fim do jogo.[65]
- Primeira ocasião em que um jogo de Copa do Mundo foi interrompido com uma parada técnica oficial para hidratação, instituída pelas novas regras da FIFA, pois a partida Holanda 2 x 1 México era jogada com a temperatura em torno de 35 Grau Celsius, o que levou à decisão do árbitro de conceder a pausa oficial no segundo tempo.[66]
- Neymar Jr. sofre uma fratura na terceira vértebra lombar em dividida com o colombiano Zúñiga e o tira da Copa do Mundo.[67]

| Data        | Horário (UTC−3) | Equipe #1     | Placar | Equipe #2       | Rodada           | Público |
| ----------- | --------------- | ------------- | ------ | --------------- | ---------------- | ------- |
| 14 de junho | 16:00           | Uruguai       | 1–3    | Costa Rica      | Grupo D          | 58 679  |
| 17 de junho | 17:00           | Brasil        | 0–0    | México          | Grupo A          | 60 342  |
| 21 de junho | 16:00           | Alemanha      | 2–2    | Gana            | Grupo G          | 59 621  |
| 24 de junho | 16:00           | Grécia        | 2–1    | Costa do Marfim | Grupo C          | 59 095  |
| 29 de junho | 13:00           | Países Baixos | 2–1    | México          | Oitavas-de-final | 58 817  |
| 4 de julho  | 17:00           | Brasil        | 2–1    | Colômbia        | Quartas-de-final | 60 342  |

### Incêndio em 2021
Em 30 de janeiro de 2021, o estádio sofreu com um incêndio, que iniciou-se em uma das cabines de rádio do estádio. O incêndio ganhou grande proporções e atingiu o teto do estádio, chegando também a quebrar vidraças. O governador do Ceará, Camilo Santana (PT) disse estar "acompanhando o incêndio com apreensão". Após algumas horas, o corpo de bombeiros conseguiu controlar o fogo.

## Estatísticas

### 10 maiores públicos pagantes da história
|    | Mandante  | Placar | Visitante         | Campeonato                 | Público |
| -- | --------- | ------ | ----------------- | -------------------------- | ------- |
| 1  | Ceará     | 1-0    | América Mineiro   | Série B 2024               | 63.908  |
| 2  | Fortaleza | 1-1    | Juventude         | Série C 2016               | 63.903  |
| 3  | Ceará     | 2-1    | Bahia             | Copa do Nordeste 2015      | 63.399  |
| 4  | Fortaleza | 0-0    | Brasil de Pelotas | Série C 2015               | 62.903  |
| 5  | Fortaleza | 1-1    | Macaé             | Série C 2014               | 62.525  |
| 6  | Ceará     | 1-1    | Sport             | Copa do Nordeste 2014      | 60.068  |
| 7  | Fortaleza | 1-0    | Sport             | Copa do Nordeste 2022      | 60.045  |
| 8  | Ceará     | 2-1    | Sport             | Copa do Nordeste 2023      | 59.838  |
| 9  | Fortaleza | 2-0    | Corinthians       | Copa Sul-Americana de 2023 | 59.349  |
| 10 | Ceará     | 1-1    | Flamengo          | Série A 2025               | 57.752  |

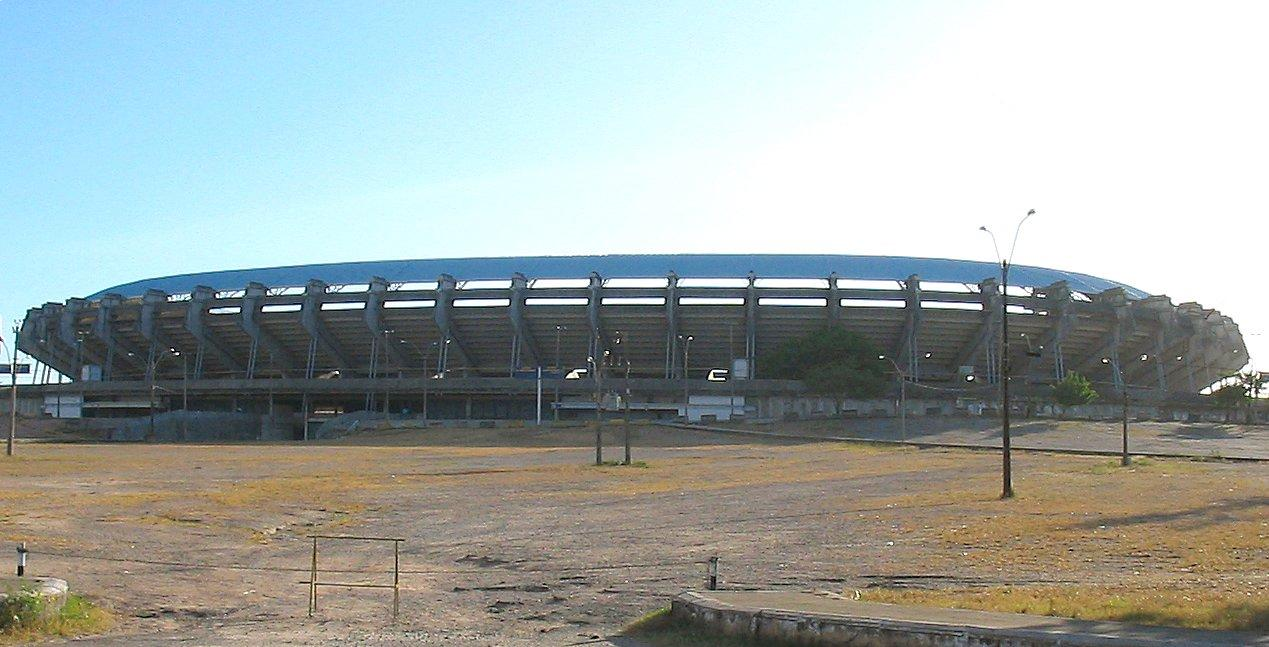
Estádio Castelão até 2006

- Não entram nas estatísticas: clássicos e jogos de seleções.

### 10 maiores rendas pós-reforma
|    | Mandante  |     | Visitante         | Campeonato            | Renda           |
| -- | --------- | --- | ----------------- | --------------------- | --------------- |
| 1  | Fortaleza | 0-0 | Flamengo          | Série A 2024          | R$ 3.034.107,00 |
| 2  | Ceará     | 1-1 | Flamengo          | Série A 2025          | R$ 2.795.442,00 |
| 3  | Fortaleza | 0-0 | Brasil de Pelotas | Série C 2015          | R$ 2.582.575,00 |
| 4  | Fortaleza | 0-2 | Flamengo          | Série A 2023          | R$ 2.553.498,00 |
| 5  | Ceará     | 2-2 | Flamengo          | Série A 2022          | R$ 2.446.271,00 |
| 6  | Fortaleza | 3-2 | Flamengo          | Série A 2022          | R$ 2.378.774,00 |
| 7  | Fortaleza | 1-1 | Juventude         | Série C 2016          | R$ 2.356.087,00 |
| 8  | Ceará     | 0-3 | Flamengo          | Série A 2019          | R$ 2.119.235,00 |
| 9  | Fortaleza | 1-1 | Macaé             | Série C 2014          | R$ 1.981.117,00 |
| 10 | Ceará     | 2-1 | Bahia             | Copa do Nordeste 2015 | R$ 1.807.162,00 |

- Não entram nas estatísticas: clássicos e jogos de seleções.

## Jogos de seleções no estádio
|    | Data                    | Placar                     | Gol(s)                                                     | Competição                  |
| -- | ----------------------- | -------------------------- | ---------------------------------------------------------- | --------------------------- |
| 1  | 27 de agosto de 1980    | Brasil 1–0 Uruguai         | Getúlio                                                    | Amistoso                    |
| 2  | 10 de maio de 1989      | Brasil 4–1 Peru            | Charles (2), Bebeto e Zé do Carmo / C. Torres              | Amistoso                    |
| 3  | 26 de fevereiro de 1992 | Brasil 3–0 Estados Unidos  | Raí (2) e Antônio Carlos                                   | Amistoso                    |
| 4  | 22 de fevereiro de 1995 | Brasil 5–0 Eslováquia      | Bebeto(2), Souza, Túlio e Márcio Santos                    | Amistoso                    |
| 5  | 18 de novembro de 1998  | Brasil 5–1 Rússia          | Élber, Amoroso (2), Rivaldo e Marcos Assunção / Kournaukov | Amistoso                    |
| 6  | 28 de maio de 2002      | Brasil 1–0 Iugoslávia      | Luizão                                                     | Amistoso                    |
| 7  | 21 de outubro de 2002   | Brasil 0–1 Paraguai        | Cuevas                                                     | Amistoso                    |
| 8  | 19 de junho de 2013     | Brasil 2–0 México          | Neymar e Jô                                                | Copa das Confederações      |
| 9  | 23 de junho de 2013     | Nigéria 0—3 Espanha        | Jordi Alba (2) e Fernando Torres                           | Copa das Confederações      |
| 10 | 27 de junho de 2013     | Itália 0(6)—0(7) Espanha   | —                                                          | Copa das Confederações      |
| 11 | 14 de junho de 2014     | Uruguai 1—3 Costa Rica     | Cavani / Campbell, Óscar Duarte e Marco Ureña              | Copa do Mundo               |
| 12 | 17 de junho de 2014     | Brasil 0—0 México          | —                                                          | Copa do Mundo               |
| 13 | 21 de junho de 2014     | Alemanha 2—2 Gana          | Götze e Klose / Ayew e Gyan                                | Copa do Mundo               |
| 14 | 24 de junho de 2014     | Grécia 2—1 Costa do Marfim | Samaris e Samaras / Bony                                   | Copa do Mundo               |
| 15 | 29 de junho de 2014     | Países Baixos 2—1 México   | Sneijder e Huntelaar / Giovani dos Santos                  | Copa do Mundo               |
| 16 | 4 de julho de 2014      | Brasil 2—1 Colômbia        | Thiago Silva e David Luiz / James Rodríguez                | Copa do Mundo               |
| 17 | 13 de outubro de 2015   | Brasil 3—1 Venezuela       | Willian (2) e Ricardo Oliveira / Santos                    | Elim. Copa do Mundo de 2018 |

## Grandes shows no estádio
| Data                    | Evento/Artista/Banda | Turné                           | Público |
| ----------------------- | -------------------- | ------------------------------- | ------- |
| 27 de fevereiro de 1985 | Menudo (banda)       | Menudo Live 1985 Tour           | 70.000  |
| 22 de dezembro de 1995  | Mamonas Assassinas   | Mamonas Assassinas Tour         | 37.000  |
| 10 de dezembro de 1996  | Xuxa                 | Sexto Sentido (turnê)           | 45.000  |
| 9 de maio de 2013       | Paul McCartney       | Out There! Tour                 | 48.668  |
| 8 de setembro de 2013   | Beyoncé              | The Mrs. Carter Show World Tour | 27.847  |
| 23 de fevereiro de 2014 | Elton John           | The Diving Board Tour           | 18.979  |
| 5 de abril de 2015      | Roberto Carlos       | 74° Aniversario                 | 45.000  |
| 8 de janeiro de 2016    | Ivete Sangalo        |                                 | 45.000  |
| 24 de março de 2016     | Iron Maiden          | The Book of Souls World Tour    | 33.531  |